# Alvis Almendra
Alvis Albino Almendra Jiménez (30 de octubre de 1987) es un luchador panameño de lucha libre. Compitió en dos Campeonatos Mundiales, logró la 31.ª posición en 2015. Consiguió una medalla de plata en los Juegos Panamericanos de 2015. Ganó la medalla de oro en los Juegos Deportivos Centroamericanos de 2013. Tres veces subió al escalón más bajo del podio del Campeonato Panamericano, de 2009, 2012 y 2016.